# Седов, Юрий Дмитриевич
Юрий Дмитриевич Седов (06 августа 1928 — 26 декабря 2004) — российский политический деятель, депутат Государственной думы второго созыва

## Биография
Окончил Азербайджанский индустриальный институт им. М. Азизбекова по специальности «инженер-механик».
Диспетчер, бригадир машиностроительного завода им. С. М. Кирова, Азернефтемаш, Министерство нефтяной промышленности южн. и запад. районов СССР, г. Баку.
Заместитель старшего механика, заместитель начальника цеха нефтеперерабатывающего завода им. С. М. Кирова, Миннефтепром СССР, г. Саратов.
Начальник цеха Гурьевского нефтеперерабатывающий завода, г. Гурьев.
Главный механик управления химической и нефтеперерабатывающей промышленности. Совнархоз Саратовского экономического административного района, г. Саратов.
Начальник Гомельского управления нефтепровода «Дружба», Главтранснефть, Министерство нефтяной промышленности СССР, г. Гомель.
Генеральный директор ОАО «Верхневолжскнефтепровод», г. Н.Новгород.
Советник генерального директора ОАО «Верхневолжскнефтепровод», г. Н.Новгород.
Избирался депутатом Горьковского городского и Горьковского областного Советов.
В Государственную Думу попал по федеральному списку избирательного объединения «НДР» в январе 1998 году путем передачи мандата Сергея Митина, был членом Комитета по промышленности, строительству, транспорту и энергетике.
Заслуженный работник нефтяной и газовой промышленности РСФСР. Награждён орденом Дружбы (1999).